# زبرک (مهرستان)
زبرک، روستایی از توابع بخش مرکزی شهرستان مهرستان در استان سیستان و بلوچستان ایران است.

## جمعیت
این روستا در دهستان زابلی قرار دارد و براساس سرشماری مرکز آمار ایران در سال ۱۳۹۵، جمعیت آن ۲۷ نفر (۶ خانوار) بوده‌است.